# Xã Weston, Quận Wood, Ohio
Xã Weston (tiếng Anh: Weston Township) là một xã thuộc quận Wood, tiểu bang Ohio, Hoa Kỳ. Năm 2010, dân số của xã này là 2.336 người.